# Linda Sánchez

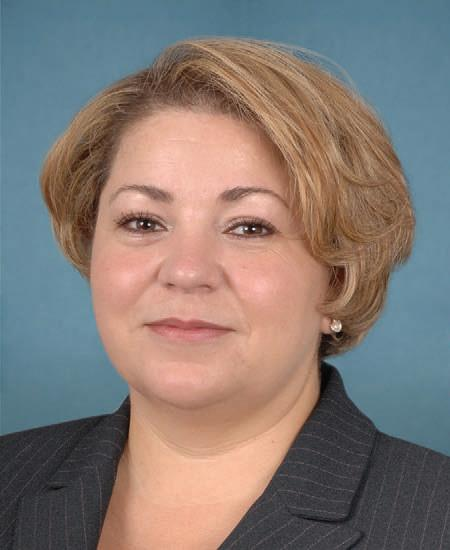
Linda Sánchez (2009)

Linda Teresa Sánchez (* 28. Januar 1969 in Orange, Kalifornien) ist eine US-amerikanische Politikerin und seit 2003 Vertreterin im Repräsentantenhaus der Vereinigten Staaten für den Bundesstaat Kalifornien.

## Leben
Linda Sánchez ist die jüngere Schwester der ehemaligen Kongressabgeordneten Loretta Sanchez. Ihre Familie stammt aus Mexiko; insgesamt hat sie sechs Geschwister. Sie studierte zunächst an der University of California in Berkeley. Nach einem anschließenden Jurastudium an der University of California in Los Angeles und ihrer 1995 erfolgten Zulassung als Rechtsanwältin begann sie in diesem Beruf zu arbeiten. Dabei spezialisierte sie sich auf das Arbeitsrecht. 1998 wurde sie aktives Mitglied der Elektrikergewerkschaft IBEW. Im Jahr 2000 wurde sie Schatzmeisterin des Central Labor Council im Orange County. Politisch schloss sie sich der Demokratischen Partei an.
Sie ist seit 2009 in zweiter Ehe verheiratet und hat ihren Privatwohnsitz in Lakewood. Zusammen mit ihrer Schwester Loretta bildete sie das bisher einzige weibliche Geschwisterpaar, das gleichzeitig dem Kongress angehörte.

## Politik
Bei den Kongresswahlen des Jahres 2002 wurde Linda Sánchez im 39. Wahlbezirk von Kalifornien in das US-Repräsentantenhaus in Washington, D.C. gewählt, wo sie am 3. Januar 2003 die Nachfolge von Ed Royce antrat, der in den 40. Distrikt wechselte. Bei den Kongresswahlen des Jahres 2012 wechselte sie in den 38. Distrikt, den sie bis heute als Nachfolgerin von Grace Napolitano, die nunmehr den 32. Distrikt repräsentiert, im Repräsentantenhaus vertritt. Ihre aktuelle Legislaturperiode im Repräsentantenhaus des 119. Kongresses läuft bis zum 3. Januar 2027. In ihre Abgeordnetenzeit fielen der Irakkrieg und der Militäreinsatz in Afghanistan. Sánchez war im 114. Kongress ranghöchstes Mitglied der Demokraten im Ethikausschuss. Außerdem ist bzw. war sie Mitglied im Committee on Ways and Means. Zwischenzeitlich gehörte sie auch dem Justizausschuss sowie in einem von dessen Unterausschüssen an.